# Wilhelm Köhne
Albert Wilhelm Köhne (* 17. September 1883 in Berlin; † 14. Februar 1954 in Berlin-Friedenau) war preußischer Verwaltungsjurist und Landrat.

## Leben
Köhne studierte nach seinem Abitur an der Universität in Berlin Rechts- und Staatswissenschaften von 1902 bis 1909. Seit 1911 amtierte er als Bürgermeister in Fehrbellin und ab 1913 in Calau. Köhne wurde dann von 1919 bis 1925 Landrat des Landkreises Spremberg (Lausitz). In den Jahren 1925 bis 1926 war er Landrat in Nordhausen (Nachfolger: Horst W. Baerensprung) und ab 1927 zum Regierungsrat in Magdeburg ernannt. Später im Jahr 1927 amtierte Köhne bis 1928 als Polizeipräsident in Hagen, Westfalen. Aber 1928 wechselte er erneut als Landrat in den Kreis Ueckermünde der Provinz Pommern. Wiederum ab 1929 bis 1933 amtierte Köhne als Landrat im Kreis Bunzlau der Provinz Schlesien.
Köhne war Mitglied der Sozialdemokratischen Partei Deutschlands.